# Kaoutar Badrane
 (avril 2025).
Pour les articles homonymes, voir Badrane.
Kaoutar Badrane (en arabe : كوثر بدران), née à Casablanca en 1981, est une avocate italo-marocaine, spécialisée en droit international, droit comparé et lutte contre les discriminations, première femme d’origine marocaine à avoir obtenu l’agrégation pour exercer la profession d’avocate en Italie.

## Biographie
Née à Casablanca en 1981, Kaoutar Badrane s’installe en 1988 avec sa famille en Vénétie en Italie. Après des études secondaires, elle s’inscrit à l’Université de Trente, où elle obtient un diplôme en droit avec une spécialisation européenne et transnationale.
À 19 ans, sa demande de citoyenneté italienne est refusée, ce qui l’empêche de participer à Erasmus. Elle dépose un recours et obtient la nationalité italienne après six années d’attente.
En 2020 elle s’inscrit à l’Ordre des avocats de Bassano del Grappa, devenant ainsi la première femme d’origine marocaine à exercer la profession d’avocate en Italie.
Sa sœur Doha Badrane est également reconnue comme la première femme médecin d’origine marocaine exerçant en Italie.

## Publications
- Le Code de la famille au Maroc (2012) — Traduction commentée de la Mudawwana al-Usra  (ISBN 978-8862922883)
- Aperçu de la législation sur l'immigration (2021) — Analyse du droit italien et européen en matière migratoire  (ISBN 9788833593753)[5].

## Engagement social
Elle est fondatrice et présidente de l’AGAMI, Association des jeunes avocats marocains en Italie.
Elle s’engage pour les droits des femmes et des immigrés, notamment lors de conférences telles que :
- Les droits des femmes – Dialogue juridique (Bassano, 2017)
- Le droit musulman et la reconnaissance des jugements étrangers (Rome, 2022)
- Femmes et droits en Méditerranée (Vicence, 2019)

En mars 2023, elle est invitée au Parlement italien, dans la salle Capitolari à Rome, pour intervenir lors de la conférence Protection et promotion du Made in Italy, aux côtés de représentants de FederItaly.

## Distinctions
- 2013 – Élue personnalité de l’année en Italie pour son parcours[7].
- 2014 – Prix « Africa Italy Excellence Awards » pour son travail auprès des MRE[8].
- 2018 – Nommée parmi les dix meilleurs diplômés de la faculté de droit de l’Université de Trente
- 2022 – Nommée déléguée officielle de FederItaly au Maroc pour la promotion des investissements italiens[9].